# Nicoline Sørensen
Nicoline Haugård Sørensen (* 15. August 1997 in Måløv) ist eine ehemalige dänische Fußballspielerin. Die Stürmerin spielte von 2020 bis 2023 für den Everton LFC. Von 2016 bis 2023 spielte sie auch in der dänischen Nationalmannschaft.

## Vereine
Nicoline begann mit fünf Jahren Sport zu treiben. Von 2004 bis 2007 spielte sie bei ihrem Heimatverein Måløv BK und wechselte dann zu BSF, wo sie 2013 erstmals Erstligafußball spielte und wechselte dann in die Damallsvenskan zum LdB FC Malmö, der sich in der nächsten Saison in FC Rosengård umbenannte und mit dem sie 2014 die Meisterschaft in Schweden gewann. Ihr einziges Pflichtspieltor für die Schwedinnen erzielte sie beim 8:0-Sieg in der dritten Pokalrunde am 1. Oktober 2014 gegen den Viertligisten Asarums IF. 2015 wechselte sie zurück nach Dänemark zu Brøndby IF, um mehr Spielzeit zu bekommen und Schule und Sport besser zu koordinieren. Mit ihrer neuen Mannschaft wurde sie 2015 und 2017 dänischer Meister und gewann 2015 sowie 2017 den Pokal. 2016 wurde sie als dänisches Talent des Jahres ausgezeichnet. Nach der EM 2017 wechselte sie wieder nach Schweden, diesmal zum Linköpings FC. Mit Linköping wurde sie 2017 schwedische Meisterin. 2018 wechselte sie während der laufenden schwedischen Saison nach 11 Spielen wieder zurück nach Brøndby und konnte mit dem Verein wieder die Meisterschaft gewinnen.
Auf europäischer Ebene saß sie zunächst bei drei Spielen von LdB FC Malmö in der UEFA Women’s Champions League 2013/14 nur auf der Bank, zunächst beim 3:1 im Sechzehntelfinalhinspiel beim Lillestrøm SK und dann bei den Achtelfinalspielen gegen den späteren Sieger VfL Wolfsburg. In der UEFA Women’s Champions League 2014/15 kam sie dann auf insgesamt fünf Minuten Einsatzzeit bei zwei Einsätzen. Ihre Mannschaft schied dann im Viertelfinale erneut gegen die Wolfsburgerinnen aus. 2015/16 war dann mit Brøndby im Sechzehntelfinale Schluss, wo nach einer 1:4-Niederlage gegen den tschechischen Meister Slavia Prag der 1:0-Heimsieg nicht ausreichte. Sie kam nun aber schon auf 143 Einsatzminuten in den beiden Spielen. Etwas besser lief es 2016/17, wo sie immerhin das Sechzehntelfinale gegen SKN St. Pölten mit einem 2:0-Auswärtssieg – wobei sie beide Tore erzielte – und einem 2:2 im heimischen Stadion – wo sie den Treffer zum 2:2-Endstand beisteuerte – überstanden. Im Achtelfinale verloren sie dann bei Manchester City mit 0:1 und das 1:1 im Heimspiel reichte nicht gegen die mit englischen und schottischen Nationalspielerinnen bestückte Mannschaft. Manchester City war auch letzter Gegner für sie und Linköpings FC in der UEFA Women’s Champions League 2017/18. Im Viertelfinale verloren sie mit 0:2 und 3:5. In der UEFA Women’s Champions League 2018/19 kam sie mit Brøndby bis ins Achtelfinale, wo sie nach einem 1:1 im Auswärtsspiel und einer 0:2-Heimniederlage gegen Lillestrøm SK Kvinner ausschieden. Auch 2019/20 war im Achtelfinale Schluss, diesmal nach einer 0:2-Heimniederlage und einem 2:0-Auswärtssieg durch Elfmeterschießen gegen Glasgow City FC. Dabei hatte sie mit zwei Toren beim 1:0-Auswärtssieg und 1:1 im Heimspiel gegen Piteå IF im Sechzehntelfinale ihre Mannschaft ins Achtelfinale gebracht.
Im Juli 2020 wechselte sie zum englischen Verein Everton LFC. Durch einen im September 2021 erlittenen Kreuzbandriss fiel sie bis Dezember 2022 aus.

## Nationalmannschaften
Am 11. und 13. Mai 2012 kam sie bei zwei Freundschaftsspielen gegen Schweden zu ihren ersten Einsätzen in der dänischen U-16-Mannschaft, mit der sie dann im Juli am Nordic Cup 2012 teilnahm. Nicht ganz zwei Monate später spielte sie in zwei Freundschaftsspielen gegen Irland erstmals für die U-17-Mannschaft. Mit ihr nahm sie zunächst an der ersten Qualifikationsrunde für die U-17-EM 2013 teil, in der sie bei einem Turnier in Mazedonien mit drei Siegen und 12:0 Toren Gruppensieger wurden. In der zweiten Runde im Frühjahr 2013 konnten sie aber nur gegen Titelverteidiger Deutschland gewinnen, gegen Belgien und die Niederlande reichte es dagegen nur zu Remis, wobei sie am 3. April beim 2:2 gegen die Niederländerinnen ihr erstes Länderspieltor erzielte. Damit wurden sie ungeschlagen Gruppendritte und verpassten ebenso wie die Titelverteidigerinnen die Endrunde. Im Juli nahm sie dann nochmals mit der U-16-Mannschaft am Nordic Cup in Island teil und erzielte dabei am 1. Juli beim 4:3 gegen England ihre ersten beiden Tore für die U-16-Mannschaft. Mit der U-17 nahm sie dann im August in ihrer Heimat an der ersten Qualifikationsrunde für die U-17-EM 2014 teil und steuerte in den drei Spielen drei Tore zum Weiterkommen bei. In der zweiten Runde, die diesmal bereits im Oktober mit einem Turnier in Portugal folgte, konnten sie nur beim torlosen Remis gegen die Gastgeberinnen einen Punkt gewinnen, verloren aber gegen Tschechien und Italien. Damit endete ihre Zeit als U-16/U-17-Spielerin.
Im März 2014 nahm sie dann mit der U-19-Mannschaft an einem kleinen Turnier in La Manga, Spanien teil und anschließend in Finnland an der zweiten Qualifikationsrunde für die U-19-Fußball-Europameisterschaft der Frauen 2014. Hier konnten sie aber nur gegen die Gastgeberinnen beim 2:2 einen Punkt gewinnen, gegen England und Serbien verloren sie jeweils mit 0:1. Im September 2014 überstand sie dann mit der U-19-Mannschaft in Baku mit drei Siegen die erste Qualifikationsrunde für die U-19-Fußball-Europameisterschaft der Frauen 2015. Auch in der zweiten Runde im April 2015 konnten sie alle drei Spiele gewinnen. Damit nahm sie zum ersten Mal an einer Endrunde der U-19-EM teil. In Israel verloren sie aber die ersten beiden Spiele gegen Frankreich und den späteren Sieger Schweden mit 0:1 und gewannen dann nur das bedeutungslose dritte Spiel gegen die Gastgeberinnen mit 2:1. Im September starteten sie dann einen neuen Anlauf und konnten die erste Qualifikationsrunde für die U-19-Fußball-Europameisterschaft der Frauen 2016 mit drei Siegen überstehen, wobei sie beim 8:0 gegen Lettland die Hälfte der Tore beisteuerte. In der zweiten Runde, die im April 2016 in Dänemark ausgetragen wurde, konnten sie den Heimvorteil nur im ersten Spiel gegen Nordirland nutzen, das mit 5:0 gewonnen wurde. Im zweiten Spiel gegen Italien reichte es nur zu einem 1:1 und das dritte Spiel verloren sie gegen Spanien mit 1:3, womit ihre Zeit als Juniorennationalspielerin vorbei war.
Im August folgte dann aber noch ein Spiel mit der U-23-Mannschaft gegen Finnland, das mit 5:1 gewonnen wurde. Ihren ersten Einsatz in der A-Nationalelf hatte sie dann beim Sincere-Cup 2016 in der Volksrepublik China. Im zweiten Spiel gegen Island am 22. Oktober durfte sie in der ersten Halbzeit mitwirken. Sie stand dann ebenfalls in der ersten Halbzeit eines Testspiels gegen Schottland im Januar 2017 und beim ersten Gruppenspiel des Algarve-Cup 2017 gegen Titelverteidiger Kanada auf dem Platz. Danach folgten Einwechslungen in den weiteren Gruppenspielen gegen Portugal und Russland, wobei sie beim 6:1 gegen die Russinnen ihr erstes Tor für die A-Nationalmannschaft erzielen konnte. Im Juni wurde sie dann – noch ohne Pflichtspieleinsatz und als jüngste dänische Spielerin – für die EM-Endrunde 2017 nominiert. Dort wurde sie im dritten Gruppenspiel gegen Norwegen in der 78. Minute zu ihrem ersten EM-Spiel eingewechselt. In der K.-o.-Runde wurde sie dann nochmals in der ersten Minute der Nachspielzeit der Verlängerung des Halbfinales gegen Österreich eingewechselt. Ihre Mannschaft gewann dann das unmittelbar darauf folgende Elfmeterschießen, wobei sie aber nicht antreten musste. Damit standen die Däninnen erstmals im Finale eines großen offiziellen Turniers, verloren dieses aber gegen die Gastgeberinnen mit 2:4, wobei sie nicht zum Einsatz kam.
In der anschließenden Qualifikation für die WM 2019 hatte sie nur je zwei Kurzeinsätze in den Gruppenspielen und den Playoffs gegen die Niederlande, gegen die sie ausschieden. In der erfolgreichen Qualifikation für die EM 2022 kam sie dagegen in allen Spielen zum Einsatz und erzielte fünf Tore. In der Qualifikation für die WM 2023 konnte sie aufgrund ihres Kreuzbandrisses nur in den ersten zwei Spielen eingesetzt werden. Sie konnte dann auch nicht für die EM 2022 berücksichtigt werden. Im Februar 2023 kam sie dann beim Tournoi de France ebenso wieder zum Einsatz wie im April bei zwei Freundschaftsspielen.
Am 30. Juni 2023 wurde sie für die WM-Endrunde in Australien und Neuseeland nominiert, wurde in drei der vier Spiele ihres Teams eingesetzt und schied mit der Mannschaft im Achtelfinale gegen die Australierinnen aus.
Ihr letztes Länderspiel bestritt sie am 26. September 2023, das gegen Wales im Rahmen der UEFA Women’s Nations League 2023/24 mit 5:1 gewonnen wurde. Am 5. Januar 2024 gab sie bekannt, aufgrund ihrer Herzkrankheit ihre Karriere zu beenden.

## Erfolge

### Vereine
- 2016/2017 und 2018/19: Dänische Meisterin
- 2016/17: Dänische Pokalsiegerin
- 2013, 2014 und 2017: Schwedische Meisterin
- 2015: Schwedische Super-Cup-Gewinnerin (ohne Einsatz)

### Nationalmannschaft
- Vize-Europameisterin 2017 (mit zwei Kurzeinsätzen)